# 송은이 김숙의 영화보장
《송은이 김숙의 영화보장》은 ENA, 채널A에서 방송되는 텔레비전 프로그램이다.

## 방송 개요
영화 속 쓸데없지만 알고 보면 재미있는 온갖 TMI(Too Much Information)를 파헤치는 신개념 무비 인포테인먼트 토크쇼로, 몰라도 사는 데 전혀 지장 없는 영화 속 TMI를 집요하게 발굴해 잡지식을 쌓아주는 프로그램.

## 방송 시간
| 방송 채널  | 방송 기간                          | 방송 시간          |
| ENA, 채널A |                                    |                    |
| ---------- | ---------------------------------- | ------------------ |
| ENA, 채널A | 2019년 8월 30일 ~ 2019년 11월 15일 | 금요일 밤 9시 40분 |

## 출연자
- 송은이
- 김숙
- 장항준
- 황제성
- 박지선